# Champigny-le-Sec
Champigny-le-Sec är en kommun i departementet Vienne i regionen Nouvelle-Aquitaine i västra Frankrike. Kommunen ligger i kantonen Mirebeau som tillhör arrondissementet Poitiers. År 2018 hade Champigny-le-Sec 1 105 invånare.

## Befolkningsutveckling
Antalet invånare i kommunen Champigny-le-Sec
| Referens: INSEE |